# Global Competitiveness Index
Der Global Competitiveness Index (GCI) (Wachstumswettbewerbsfähigkeitsindex) ist ein Indikator für die Wettbewerbsfähigkeit einzelner Staaten. Er wird vom Weltwirtschaftsforum erhoben und im Rahmen des „Global Competitiveness Report“ veröffentlicht. Er löste den vormals verwendeten und nach anderen Algorithmen berechneten „Growth Competitiveness Index“ ab.

## Global Competitiveness Index

### Struktur
Der Global Competitiveness Index wird aus drei Subindizes berechnet, die ihrerseits wie folgt aufgebaut sind:
Subindex „Basic Requirements“ (Grundvoraussetzungen, -Bedürfnisse)
01. Säule "Institutionen", Anteil 25 %
02. Säule "Infrastruktur", Anteil 25 %
03. Säule "Makroökonomische Umgebung", Anteil 25 %
04. Säule "Gesundheits- und Grundschulwesen", Anteil 25 %
Subindex „Efficiency Enhancers“ (Effizienzsteigernde Faktoren)
05. Säule "Hochschulwesen und Training", Anteil 17 %
06. Säule "Gütermarkteffizienz", Anteil 17 %
07. Säule "Arbeitsmarkteffizienz", Anteil 17 %
08. Säule "Finanzmarktentwicklung", Anteil 17 %
09. Säule "Technologischer Reifegrad", Anteil 17 %
10. Säule "Marktgröße", Anteil 17 %
Subindex „Innovation and Sophistication Factors“ (Innovations- und Sophistikationsfaktoren)
11. Säule "Entwicklungsstand der Wirtschaft", Anteil 50 %
12. Säule "Innovation", Anteil 50 %

### Berechnung
Zur Ermittlung des Global Competitiveness Index werden die drei genannten Subindizes je nach dem „Bruttoinlandsprodukt pro Kopf der Bevölkerung (BIPpK)“ des untersuchten Landes unterschiedlich gewichtet:
| Gewichtung der Subindizes nach dem BIPpK (in US-Dollar) | BIPpK unter 2.000 | BIPpK 2.000...2.999 | BIPpK 3.000...8.999 | BIPpK 9.000...17.000 | BIPpK über 17.000 |
| ------------------------------------------------------- | ----------------- | ------------------- | ------------------- | -------------------- | ----------------- |
| Subindex „Basic Requirements“                           | 60 %              | 40...60 %           | 40 %                | 20...40 %            | 20 %              |
| Subindex „Efficiency Enhancers“                         | 35 %              | 35...50 %           | 50 %                | 50 %                 | 50 %              |
| Subindex „Innovation and Sophistication Factors“        | 5 %               | 5...10 %            | 10 %                | 10...30 %            | 30 %              |

## Growth Competitiveness Index (historisch)

### Struktur
Der inzwischen nicht mehr zur Berechnung des „Global Competitiveness Reports“ verwendete Growth Competitiveness Index war wie folgt aufgebaut:
Er bestand aus den drei untergeordneten Indizes „Technologie“, „Öffentliche Institutionen“ und „Makroökonomie“. Diese wurden auf der Basis der Kombination von Fakten (z. B. Inflation) und Befragungen („Executive Opinion Survey“) erstellt. Beide Teildatensätze flossen in den Index ein.

### Berechnung
Zur Berechnung des Growth Competitiveness Index wurden die Länder in so genannte Core Innovators (mehr als 15 US-Gebrauchspatente pro Millionen Bevölkerung) und Non-Core-Innovators (alle anderen Länder) eingeteilt. Für Core-Innovators wurde die Rolle der Innovation und der Technologie extra hervorgehoben. Somit berechnete sich der Growth Competitiveness Index für Core Innovators wie folgt:
1/2 Technologie + 1/4 Öffentliche Institutionen + 1/4 Makroökonomik.
Bei Non-Core-Innovators wurde der Growth Competitiveness Index wie folgt kalkuliert:
1/3 Technologie + 1/3 Öffentliche Institutionen + 1/3 Makroökonomik.
Technologie-Index
Der Technologie-Index wurde aus dem Innovationssubindex, dem Technologietransfer-Subindex und dem Subindex für Informations- und Kommunikationstechnologie (ICT) gebildet.
In den Innovationssubindex gingen aus Befragungen folgende Ergebnisse ein: Wie viel das Land und Universitäten in Forschung und Entwicklung ausgaben, ob die Firmen neue Technologien gut umsetzten und wo das Land verglichen mit der Weltspitze stünde.
Der Technologie-Transfer-Subindex bestand aus zwei Aspekten. Der erste Teilaspekt betrachtete, ob ausländische Finanzierung ein wichtiger Teil neuer Technologien war. Im zweiten Bereich wurde ermittelt, ob Lizenzenbildung wichtig sei, um neue Technologien zu erwerben.
Der ICT-Subindex wurde zum einen durch Befragungen und zum anderen aus Datensammlungen erstellt. Erstere beinhalteten Fragen wie Möglichkeiten des Internetzugriffs an Schulen, ob es Gesetze bezüglich der Kommunikationstechnologien gab und ob es der Regierung ein Anliegen war, die Kommunikationstechnologien zu fördern. Als „harte“ Faktoren wurden Handy- und Internetnutzer pro Einwohner sowie Telefonleitungen und Computer pro 100 Einwohner berücksichtigt.
Index zu öffentlichen Institutionen
Der Index zu öffentlichen Institutionen bestand aus einem „Verträge und Recht“-Subindex sowie einem Korruptionssubindex. Der Verträge und Recht-Subindex wurde mittels Befragungen ermittelt. Dabei wurden drei thematische Bereiche berücksichtigt: Erstens ob finanzielle Vermögenswerte und Wohlstand gut durch Gesetze beschützt seien. Zweitens war von Interesse, ob die Regierung sich neutral gegenüber Bietern in öffentlichen Angelegenheiten verhielt. Drittens war relevant, wie hoch der Einfluss der Regierung auf die Privatwirtschaft war.
Der Korruptionssubindex beschrieb, wie häufig Bestechungen bei Import-Export-Geschäften, öffentlichen Einrichtungen und jährlichen Steuerzahlungen gezahlt wurden.
Index für die Makroökonomische Umwelt
Der Index für die Makroökonomische Umwelt bestand aus einem Stabilitäts-Subindex und einem Government-Waste-Subindex.
Für den makroökonomischen Stabilitätsindex wurden ebenfalls Personen befragt. Von Interesse war hierbei, ob nach Meinung der Befragten das Land im Folgejahr in eine Rezession kommen könne und ob Firmen leichter an Kredite kämen. Als Fakten wurden das Leistungsdefizit, die nationale Sparrate, Inflation, reale Wechselkursveränderung zu US$ und Bauspar-Zins-Raten zu Rate gezogen.
Das Government waste composite beleuchtete die Höhe des Vertrauens in die Regierung und wie oft staatliche Unterstützungen in unwirtschaftliche Bereiche flossen.